# Haurakia crassicosta
Haurakia crassicosta is een slakkensoort uit de familie van de Rissoidae. De wetenschappelijke naam van de soort is voor het eerst geldig gepubliceerd in 1955 door Powell.